# Diaphorus pollinosus
Diaphorus pollinosus är en tvåvingeart som beskrevs av Meijere 1910. Diaphorus pollinosus ingår i släktet Diaphorus och familjen styltflugor. Inga underarter finns listade i Catalogue of Life.